# Christy Brown
Christy Brown (Dublín, 5 de junio de 1932 - Somerset, Inglaterra, 7 de septiembre de 1981) fue un escritor, pintor y poeta irlandés. Padeció una severa parálisis cerebral que lo dejó prácticamente inmóvil a excepción de su pie izquierdo, desde su nacimiento hasta su fallecimiento, en 1981, a los cuarenta y nueve años. Gracias a su autobiografía, Mi pie izquierdo, que más tarde se convirtió en una película nominada a varios Premios Óscar, ganó reconocimiento a nivel mundial.

## Biografía

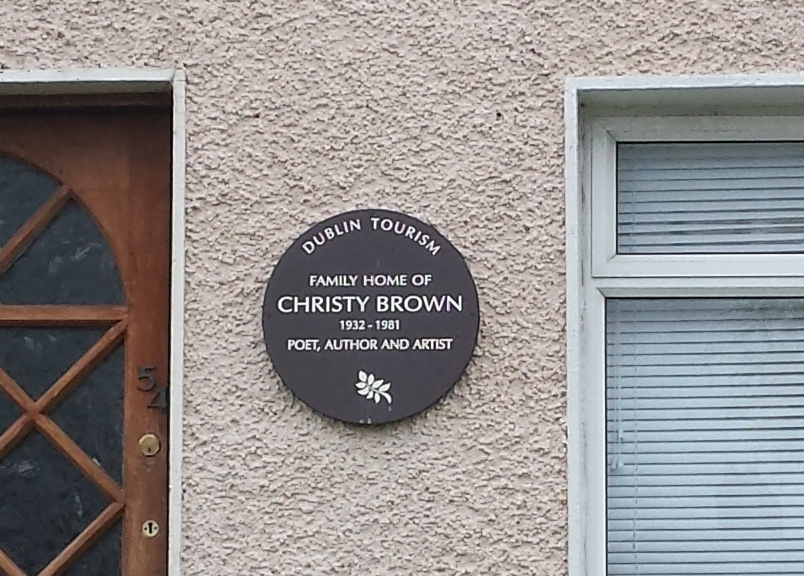
Casa donde nació Brown, en Dublín.

Christy Brown nació el 5 de junio de 1932 en Crumlin, Dublín. Fue el décimo de los veintidós hijos (de los cuales solo trece sobrevivieron) de Patrick Brown, un albañil, y Bridget Fagan, una ama de casa. A minutos de nacer, los médicos descubrieron que tenía una severa parálisis cerebral que lo dejó incapaz de moverse o hablar. A pesar de esto, en la adolescencia mostró un gran interés en las artes y literatura, y tanto con ayuda de su madre como de una asistente social aprendió a escribir y pintar con la única extremidad que controlaba, su pie izquierdo.
Se recibió sin educación formal, aunque asistión Sandymount. En dicha institución, Brown conoció al Dr. Robert Collis, quien lo ayudó a escribir y más tarde publicar Mi pie izquierdo, un relato autobiográfico. Cuando este se volvió un éxito literario, Brown comenzó a recibir cartas de admiradores, y al no poder contestarlas solo, contrató a Beth Moore para que le ayudara, quien luego se convertiría en su esposa. De hecho, su siguiente obra, Down All the Days, contiene una dedicatoria para Moore. Dicho libro fue, en parte, una expansión de Mi pie izquierdo y fue publicado en más de catorce idiomas. A este le siguieron una serie de novelas como Una sombra en verano (1974), Salvajemente crecen los lirios (1976) y Una carrera prometedora (publicado póstumamente en 1982). Tras divorciarse de Moore, se casó con Mary Carr. 

## Muerte
Con el paso del tiempo, la salud de Brown se deterioró considerablemente. Falleció el 7 de septiembre de 1981, a los cuarenta y nueve años, por asfixia, tras atragantarse durante una cena. Se afirma que se encontraron hematomas en su cuerpo durante la autopsia, en consonancia con el haber sufrido malos tratos físicos poco antes de su muerte. Fue enterrado en el cementerio de Glasnevin.

## Obra
- Mi pie izquierdo (1954)
- Down All the Days (1970)
- Come Softly to My Wake (poemas) (1971)
- Background Music: Poems of Christy Brown (1973)
- A Shadow on Summer (1974)
- Salvajemente crecen los lirios (1976)
- Of Snails And Skylarks (1978)
- Una carrera prometedora (póstumo) (1982)
- The Collected Poems of Christy Brown (compilación póstuma de sus tres libros de poesía) (1991)